# Теплий Ярослав Васильович
Ярослáв Васúльович Тéплий (Teplyi, Teply, Cieply) (18 липня 1961, Івано-Франківськ ) — український (лемківського походження) композитор, письменник, поет, етнограф, етнолог, музикознавець, хормейстер, співак, громадський діяч. Автор та постановник культурологічних соціально-комунікативних проектів.
Заслужений артист України (2015)

## Біографічні відомості
Народився 18 липня 1961 року у місті Івано-Франківськ.
В 1976–1979 роках навчався в Житомирському культурно-освітньому училищі;
у 1987 році закінчив Рівненський державний інститут культури за спеціальністю «Керівник народного хору, хормейстер»;
у 1986–1991 роках— керівник та хормейстер Поліського ансамблю пісні та танцю Житомирського МБК та хормейстер Північно-Курильського ансамблю пісні та танцю Сахалінської області;
з 1982 року — організатор, мистецький керівник та соліст легендарної та всесвітньовідомої мистецької формації Дуету ТЕПЛІ (Заслужені артисти України Ярослав і Валентина ТЕПЛІ) — дует «ЧЕРВОНЕ ТА ЧОРНЕ».
Помер у Житомирі 8 лютого 2022 р.

## Мистецька діяльність
Мистецька формація — гранд-шоу-дует «ЧЕРВОНЕ ТА ЧОРНЕ» у складі Валентини та Ярослава ТЕПЛИХ — лауреат численних Міжнародних та Всеукраїнських пісенних конкурсів та фестивалів.
Серед них: Міжнародного фестивалю родинної творчості «Мелодія двох сердець» (2000 рік), лауреат Міжнародного фестивалю української культури в м. Сопот (Польща).
Як композитор, Теплий Я. В. — переможець Всеукраїнського конкурсу трагічної пісні «На Чорнобиль журавлі летіли». Його вокальні твори увійшли до збірок «Пісня долю вишила», «Тривоги зраненої кобзи» які видані видавництвом «Музична Україна». Пісні Теплого Я. В. звучали та звучать у виконанні багатьох виконавців. Серед них — народний артист України Василь Зінкевич, лауреат міжнародних конкурсів Валерій Шумський, Державний академічний Сибірський російський народний хор та інші виконавці і колективи.
Твір на вірші Ганни Чубач ЧОРНОБИЛЬСЬКІ МАДОННИ у виконанні дуету «Червоне та чорне» увійшов до «Золотого фонду» Українського радіо.
Теплий Я. В. та дует «Червоне та чорне» — почесний гість та учасник Всеукраїнських та міжнародних фестивалів лемківської культури («Дзвони Лемківщини», «Нас кличе Зелена неділя», «До тебе лину, рідна земле» та ін.(Україна), «Лемківська Ватра», «Над Ославою», «Лемківський Кермеш у Вільхівці», «Bieszczadzkie Anioły», XI Народних гуляннях в Осередку української культури в Асунах (Польща) та ін.).
З 2002 по 2009 року — організатор, режисер-постановник, автор сценарію та ведучий Поліського літературно-музичного фестивалю вшанування воїнів-інтернаціоналістів «Розстріляна молодість», котрий проводиться до річниці виведення військ колишнього СРСР з Республіки Афганістан і до Дня вшанування учасників бойових дій на території інших держав.
З 2010 року фестиваль має статус Всеукраїнського.
Член Національної всеукраїнської музичної спілки.
Член Національної спілки журналістів України.
Засновник та шеф-редактор Інтернет-видання «Національного Лемківського Порталу України LEMKY.COM» [Архівовано 11 січня 2013 у Wayback Machine.]
Як збирач пісенної спадщини унікального українського субетносу — лемків-русинів і як автор багатьох пісень, котрі вже стали народними, Теплий Я. В. записав разом з дружиною Теплою Валентиною Степанівною і випустив у світ аудіоальбоми та CD.

## Аудіографія
- ЛЕМКІВСЬКЕ ВЕСІЛЛЯ — 1 Дата випуску: 17 січня 2001 року
- ЛЕМКІВСЬКЕ ВЕСІЛЛЯ — 2  Дата випуску: 1 березня 2002 року
- ЛЕМКІВСЬКЕ ВЕСІЛЛЯ — 3 Дата випуску: 12 вересня 2002 року
- ЛЕМКІВСЬКЕ ВЕСІЛЛЯ.Найкраще Дата випуску: 30 жовтня 2002 року
- НА ВЕСІЛЛІ УКРАЇНСЬКІМ… Дата випуску: 3 березня 2003 року
- ВСЕ БУДЕ ДОБРЕ ! Дата випуску: 10 квітня 2005 року
- ЛЕМКІВСЬКЕ ВЕСІЛЛЯ.MP3 у серії «Цифрова колекція. Тільки найкраща музика для Вас» Дата випуску: 31 січня 2005 року
- ПОЛІСЬКЕ ВЕСІЛЛЯ Дата випуску: 11 жовтня 2005 року
- ТОБІ, ЖИТОМИРЕ, ДАРУЄМО ПІСНІ Дата випуску: 1 листопада 2007 року

## Відеографія
- «ЧЕРВОНЕ ТА ЧОРНЕ: ЛЕМКІВСЬКОЇ ДОЛІ КОЛЬОРИ» Телевізійний музичний фільм DVD Дата випуску: 5 січня 2008 року

ВІДЕОКАНАЛИ:
- Офіційний відеоканал дуету «ЧЕРВОНЕ ТА ЧОРНЕ» на YouTube [Архівовано 23 липня 2013 у Wayback Machine.]
- Відеоканал дуету «ЧЕРВОНЕ ТА ЧОРНЕ» на Rutube

## Книги
- Ярослав Теплий. УКРАЇНСЬКА АТЛАНТИДА. Етнокультурологічне дослідження [Архівовано 5 лютого 2013 у Wayback Machine.] //Житомир: Полісся, 2012. — 760 с. ISBN 978-966-656-609-0

- [Архівовано 9 липня 2021 у Wayback Machine.] Ярослав Теплий. ЛЕМКІВСЬКИЙ МЕДЯНИК / Ярослав Теплий, текст; переднє слово Володимира Наконечного. //Житомир : Видавництво «НОВОград», 2020. – 264 с. ISBN 978-617-7628-60-5

## Громадська діяльність
Громадський діяч.
Голова Житомирської обласної організації Всеукраїнського товариства «ЛЕМКІВЩИНА».
Має як галузеві нагороди, так і громадських організацій.

## Нагороди
2015 рік — [Архівовано 4 лютого 2018 у Wayback Machine.] Указом Президента України присвоєно почесне звання «Заслужений артист України»